# Store Forventninger (film fra 1922)
|  | Denne artikel er oprettet af botten PalnaBot ud fra en ekstern database. Den kan derfor have sproglige fejl eller mangler. Denne skabelon kan fjernes efter kontrol af indholdet. |

 For alternative betydninger, se Store forventninger (flertydig).
Store Forventninger er en film instrueret af A.W. Sandberg.
Filmen er baseret på Charles Dickens' roman af samme navn. 